# ボジンカ計画

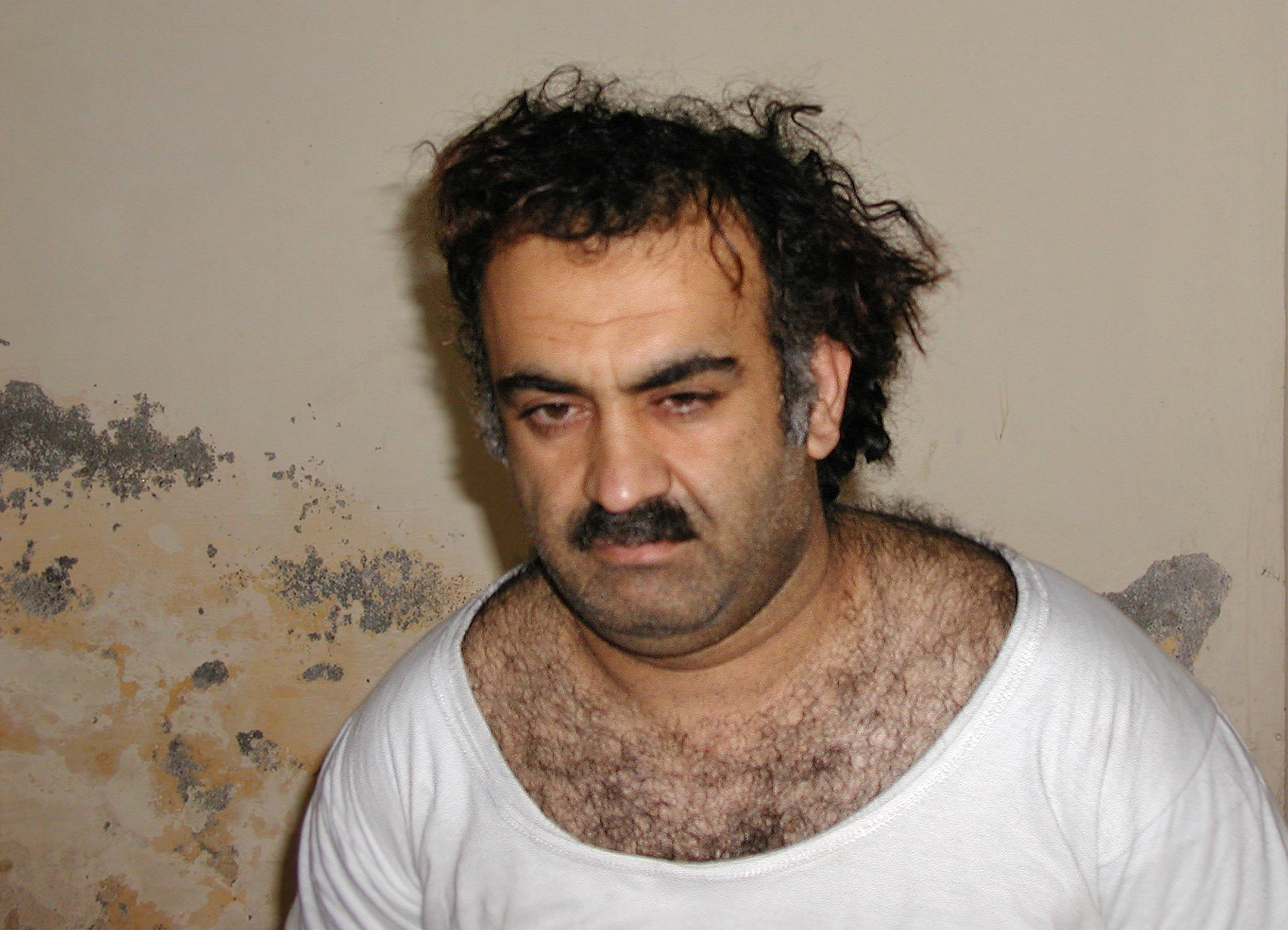
捕えられたときのハリド・シェイク・モハメド

ボジンカ計画（英語: Bojinka plot）とは、イスラム過激派テロ組織「アルカーイダ」が1995年1月21日から決行を予定していたものの未遂に終わったテロ計画。ボジンカはアラビア語で「爆発」の意味。資金提供も当時スーダンにあったアルカーイダのウサーマ・ビン・ラーディンが行った。
この計画はフィリピン・マニラのアルカーイダのアジトが爆弾製造中に爆発、フィリピン警察に1995年1月6日と7日に踏み込まれて露見した。
主犯格は、ラムジ・ユセフとハリド・シェイク・モハメド。ラムジ・ユセフは、クウェート生まれのパキスタン人で、世界貿易センター爆破事件の首謀者。ハリド・シェイク・モハメドもクウェート生まれのパキスタン人で、ラムジの叔父である。ハリド・シェイク・モハメドは、16歳でムスリム同胞団に加わり、その後アフガニスタンでソビエト軍と戦った経歴の持ち主で、アルカーイダの最高首脳の1人である。対外宣伝を担当し、アメリカ同時多発テロ事件の計画立案者と言われる。

## 概要
2001年9月11日発生のアメリカ同時多発テロ事件との類似点も多く、この事件の発覚により、アメリカのFBIはハイジャックされた航空機による次なるテロの可能性を予測しえたはずといわれている。

### 第一計画
1995年1月15日に、フィリピンを訪問するローマ教皇（ヨハネ・パウロ2世）を神父に変装したテロリストによる自爆テロで暗殺する計画であった。20人のテロリストがこのために訓練された。この計画は、次のハイジャック計画のために欧米の捜査当局の目を逸らす意図があった。
次に計画されたのが、本来の狙いであるアメリカ合衆国行き航空機の同時多発的な爆破であった。東アジアまたは東南アジアでストップオーバー（途中寄港）する11機の航空機と（その大半が新東京国際空港経由であった）乗客4000人が狙われた。計画では、テロリストたちは座席下のライフジャケットに爆弾を忍ばせて、途中寄港地で航空機を降り、爆弾は太平洋上で同時に起爆させる。テロリストたちはその後、パキスタンのラホールで落ち合う計画であった。
爆弾はMark IIと呼ばれ、カシオ計算機製のデジタル時計を時限爆弾のタイマーとして用い、毛玉のような形状で安定性を与え、乾電池は靴のヒールに隠す。ニトログリセリンはコンタクトレンズの洗浄液に偽装する計画であった。
この予行演習として、メンバーの一人ラムジ・ユセフが、1994年12月11日、マニラ発セブ経由成田行きフィリピン航空434便に時限爆弾を仕掛け、爆弾は南大東島沖上空で爆発し、1人の死者と10人の負傷者を出すフィリピン航空434便爆破事件を起こした。
狙われた空港:
- 東京の新東京国際空港（現在の成田空港）
- ソウルの金浦国際空港
- 台北の中正国際空港（現在の台湾桃園空港）
- 香港の啓徳空港
- バンコクのドンムアン空港
- シンガポールのチャンギ国際空港
- マニラのニノイ・アキノ国際空港

狙われた航空会社は（政治的影響を計算して）すべてアメリカの航空会社:
- ユナイテッド航空
- ノースウエスト航空
- デルタ航空

爆破する航空機の最終目的地のアメリカの空港:
- ホノルル国際空港
- ジョン・F・ケネディ国際空港
- ロサンゼルス国際空港
- ポートランド国際空港
- サンフランシスコ国際空港

### 第二計画
小型の航空機を購入して、燃料を満タンにして、バージニア州・フェアファックス郡のCIA本部に激突させる計画であった。このための自爆テロのパイロット養成がノースカロライナ州の飛行クラブで続けられた。しかし、この計画は最終的に民間旅客機のハイジャックに変更となり、ターゲットもシアーズタワーやアメリカ合衆国議会議事堂、ホワイトハウスなどの検討が加えられていった。これが後にアメリカ同時多発テロ事件に繋がったとされる。

## その後
ラムジ・ユセフは、1995年にパキスタンのイスラマバードのゲストハウスに潜伏しているところをアメリカとパキスタンの諜報機関(ISI)によって逮捕された。ハリド・シェイク・モハメドも、2003年にパキスタンのラーワルピンディーで、アメリカとパキスタンの諜報機関によって逮捕され、グァンタナモ米軍基地に移送された。世界貿易センター爆破事件、2002年のバリ島爆弾テロ事件、アメリカ同時多発テロ事件など一連のテロへの関与を認めている。